# Бариев, Нургали Бариевич
Нургали Бариевич Бариев (01.01.1919 — 08.08.1998) — председатель колхоза «Урняк» Арского района, Татарской АССР.

## Биография
Родился 1 января 1919 года в деревне Куюк, ныне Арского района Республики Татарстан, в крестьянской семье. Татарин. Семья Бариевых принимала активное участие в организации колхоза и первой вступила в него. Окончил 7 классов и в 1938 году сельскохозяйственный техникум в городе Свияжске. Работал техником-землеустроителем.
В 1939 году был призван в Красную Армию. Участник Великой Отечественной войны.
После демобилизации вернулся домой к мирной жизни. Работал в родном Арском районе старшим агрономом отдела мелиорации.
В 1952 году был избран председателем колхоза «Урняк». Новый председатель сплотил колхозный актив, добился регулярного выполнения заданий, внедрил систему поощрения передовиков производства. Если в начале председательства Бариева доход хозяйства составлял около 50 тысяч рублей, то уже через два года он стал одним из первых в Татарии колхозом-миллионером.
Указом Президиума Верховного Совета СССР от 22 марта 1966 года за достигнутые успехи в развитии животноводства, увеличении производства и заготовок мяса, молока, яиц, шерсти и другой продукции присвоить звание Героя Социалистического Труда с вручением ордена Ленина и золотой медали «Серп и Молот». Руководил хозяйством до 1971 года. В 1971—1977 годах работал председателем сельсовета.
Активно участвовал и в общественной жизни колхоза, района, республики. Избирался депутатом Верховного Совета РСФСР, делегатом Всесоюзного съезда колхозников, членом РК КПСС, депутатом райсовета. Жил в деревне Куюк. Умер 8 августа 1998 года.
Награждён орденом Ленина, медалями.